# Liriomyza andryalae
Liriomyza andryalae är en tvåvingeart som beskrevs av Erich Martin Hering 1927. Liriomyza andryalae ingår i släktet Liriomyza och familjen minerarflugor. Inga underarter finns listade i Catalogue of Life.